# Von Meyerberg
Von Meyerberg is een Duits historisch merk van motorfietsen.
Deze Duitse firma bouwde in 1893 een fiets die werd aangedreven door een stoommachine.